# Trastikovo
Trastikovo (Bulgaars: Тръстиково) is een dorp in de Bulgaarse gemeente Kameno, oblast Boergas. Trastikovo ligt hemelsbreed 18 km ten zuidwesten van de provinciehoofdstad Boergas en 324 km ten zuidoosten van Sofia.

## Bevolking
Op 31 december 2020 telde het dorp Trastikovo 551 inwoners, een stijging ten opzichte van 389 inwoners in 2011. Het aantal inwoners vertoonde echter vele jaren een dalende trend: in 1946 had het dorp nog 1.066 inwoners.
| Bevolkingsontwikkeling tussen 1934 en 2020          |
| --------------------------------------------------- |
|                                                     |
| Bron: Nationaal Statistisch Instituut van Bulgarije |

In het dorp wonen nagenoeg uitsluitend etnische Bulgaren. In de optionele volkstelling van 2011 identificeerden 369 van de 383 ondervraagden zichzelf als etnische Bulgaren, oftewel 96,3% van alle ondervraagden. De overige ondervraagden hebben geen etnische achtergrond gespecificeerd.
| Etnische samenstelling van de respondenten (2011) | Etnische samenstelling van de respondenten (2011) | Etnische samenstelling van de respondenten (2011) | Etnische samenstelling van de respondenten (2011) | Etnische samenstelling van de respondenten (2011) |
| ------------------------------------------------- | ------------------------------------------------- | ------------------------------------------------- | ------------------------------------------------- | ------------------------------------------------- |
|                                                   |                                                   |                                                   |                                                   |                                                   |
| Bulgaren                                          | Bulgaren                                          |                                                   | 96,3%                                             | 96,3%                                             |
| Turken                                            | Turken                                            |                                                   | 0,0%                                              | 0,0%                                              |
| Roma                                              | Roma                                              |                                                   | 0,0%                                              | 0,0%                                              |
| Anders/Onbekend                                   | Anders/Onbekend                                   |                                                   | 3,7%                                              | 3,7%                                              |